# Agadir Challenger 1987
L'Agadir Challenger 1987 è stato un torneo di tennis facente parte della categoria ATP Challenger Series nell'ambito dell'ATP Challenger Series 1987. Il torneo si è giocato a Agadir in Marocco dal 30 marzo al 5 aprile 1987 su campi in terra rossa.

## Vincitori

### Singolare
Lawson Duncan ha battuto in finale  Jim Pugh con il punteggio di 6–4, 6–2

### Doppio
Jim Pugh /  Magnus Tideman hanno battuto in finale  Tore Meinecke /  Carl-Uwe Steeb con il punteggio di 2–6, 7–5, 6–2